# Don't Get Personal
Don't Get Personal é um filme estadunidense de 1942, do gênero comédia romântica, dirigido por Charles Lamont.